# Aprilflickblomfluga
Aprilflickblomfluga (Melangyna barbifrons) är en tvåvingeart som först beskrevs av Fallen 1817.  Aprilflickblomfluga ingår i släktet flickblomflugor, och familjen blomflugor.
Artens utbredningsområde är Sverige. Arten är reproducerande i Sverige. Inga underarter finns listade i Catalogue of Life.